# حلقه آرتینی
در جبر مجرد، یک حلقه آرتینی (برخی مواقع به آن حلقه آرتین هم می‌گویند) حلقه ای است که شرط زنجیر نزولی روی ایده‌آل‌ها را ارضاء کند؛ یعنی، هیچ زنجیره نزولی از ایده‌آل‌ها با طول بی‌نهایت در آن‌ها وجود ندارد. حلقه‌های آرتینی به نام امیل آرتین، نامگذاری شده‌است، او کسی بود که اولین بار کشف کرد که شرط زنجیره نزولی برای ایده‌آل‌ها همزمان حلقه‌های متناهی و حلقه‌هایی که بر روی میدان‌ها به صورت فضاهای برداری متناهی بعد در می‌آیند را تعمیم می‌دهد. تعریف حلقه‌های آرتینی را می‌توان با جایگزینی مفهوم زنجیره‌های نزولی با این مفهوم بازتعریف نمود: شرط مینیمم.
یک حلقه آرتینی چپ است اگر شرط زنجیره نزولی روی ایده‌آل‌های چپ را ارضاء کند، آرتینی راست است اگر شرط زنجیره نزولی روی ایده‌آل‌های راست را ارضاء کند و آرتینی یا آرتینی دو سویی است اگر هم آرتینی چپ باشد هم آرتینی راست. برای حلقه‌های جابجایی، تعاریف چپ و راست با هم یکی می‌شوند، اما در حالت کلی این دو مفهوم از هم متمایزند.
قضیه آرتین-ودربرن تمام حلقه‌های آرتینی ساده را به صورت حلقه ماتریس‌ها روی حلقه تقسیم مشخصه سازی می ند. این ایجاب می‌کند که یک حلقه ساده آرتینی چپ است اگر و تنها اگر آرتینی راست باشد.
همین تعریف و اصطلاحات را می‌توان برای مدول‌ها هم به کار برد، که در آن به جای ایده‌آل زیر مدول‌ها می‌آیند.
گرچه که شرط زنجیر نزولی به صورت دوگان شرط زنجیر صعودی ظاهر می‌شود، در حلقه‌های در حقیقت شرط زنجیر نزولی قوی تر است. بخصوص، پیامدی از قضیه آکیزوکی-هاپکینز-لویتزکی این است که یک حلقه آرتینی چپ (راست) به‌طور خودکار یک حلقه نوتری چپ (راست) نیز می‌باشد. این مسئله برای مدول‌ها در حالت کلی برقرار نیست؛ یعنی نیازی نیست که یک مدول آرتینی یک مدول نوتری هم باشد.